# Neide Van-Dúnem
Neide, également connue en tant que Neide Van-Dúnem et Neide Vieira, de son vrai nom Neide Núria de Sousa Van-Dúnem Vieira, née le 4 juillet 1986 à Luanda en Angola, est une chanteuse de Kizomba, Semba et de Rhythm and blues, une compositrice et une actrice de télévision angolaise. 
Elle commence sa carrière par le théâtre, en 2003, à l'âge de 17 ans. Elle est sélectionnée pour la série Sede de Viver, un an plus tard. Sa carrière musicale débute en 2007, avec la sortie de son single Olá Baby dans la compilation Eu e Elas (vol 1), une chanson dont la vidéo atteint la seconde place au classement MTV Africa Video Chart.

## Source de la traduction
- (en) Cet article est partiellement ou en totalité issu de l’article de Wikipédia en anglais intitulé « Neide Van-Dúnem » (voir la liste des auteurs).